# Örnsköldsviks stadshotell
Örnsköldsviks stadshotell, senare First Hotel Statt Örnsköldsvik, är ett stadshotell i Örnsköldsvik.

## Historia

### Planering
År 1889 planerades för en ny byggnad som skulle inrymma både stadshus och stadshotell. Arkitekt Emil Befwe presenterade 1895 ett antal skisser som underlag, men tre år senare beslöts att stadshotellet skulle inhysas i en separat byggnad.

### Nybyggnad
En grund av granit samt en terrass var det första som byggdes upp, resten stannade upp vid sekelskiftet på grund av ekonomiska svårigheter. Det dröjde till 1911 tills bygget återigen tog fart, denna gång efter ritningar av Gustaf Sällström. Stadshotellet invigdes den 13 januari 1913. Vid invigningen närvarade landshövdingen och under den tre timmar långa middagen spelade Herbortska solistkapellet. Efter middagen följde dans. 
Stadshotellet inrymde bland annat 21 gästrum, 14 rum med sovalkov och tre uppackningsrum med sovalkov.

### Tillbyggnad och renoveringar
Ett ekonomihus uppfördes 1915 och 1927 inreddes ett uppackningsrum i det tidigare biljardrummet och caféet. Ett decennium senare, 1937, flyttades Skeppsbrokällaren upp till nuvarande Galleri, kök och –kallskänkelokaler. Samma lokaler inreddes 1941 till uppackningsrum och samma år byggdes badrum i plan ett och två. Dessutom flyttades entrén till sin nuvarande plats.
Stockholmsdistriktets Allmänna Restaurang Aktiebolag (SARA) övertog hotelldriften 1939. I samband med detta renoverades festvåningslokalerna och caféindelningarna klass ett och två togs bort
Hotellets första kassasystem installerades 1960. Året därpå påbörjades en fyra år lång renovering. Bland annat rustades 52 rum varav ett mindre antal fick dusch och badkar. År 1966 invigdes en ny cocktailbar och 1970 invigdes Pub Trav In, landskapets första pub med servering av lätträtter öl allt i travets anda. Fasad, fönster och tak renoverades 1972. 
En brand i oktober 1974 ledde till att matsalar- bar, pub och sex ovanliggande rum totalförstördes. Trots fullt hotell uppstod inga personskador. Året därpå kunde restaurangen återinvigas. År 1977 fick stadshotellet Sveriges då första diskotek på Stadshotell. Året därefter invigdes Exodus bar. 
Ytterligare familjerum tillkom 1979 då tre uppackningsrum inreddes om. Dessutom inreddes en konferenslokal i gatuplan. Reception och lobby flyttades 1984 och ytterligare ett rum inreddes till konferenslokal.
I december 1984 färdigställdes Folksamhuset vilket innebar 55 nya hotellrum inklusive sviter, bastu och solarium. Alla hotellrum i den äldre fastigheten totalrenoverades åren 1986–1987. År 1988 tillbyggdes två panoramarum med bubbelbadkar, sex vindsrum i Folksamhuset.
År 1993 gick Sara-bolagen i konkurs. Örnsköldsvik stadshotell var dock lönsamt och köptes – tillsammans med fem andra hotell – upp av finansmannen Asmund Haare. Fram till 2014 drevs restaurangen av ett externt företag, den återöppnades 2018 i hotellets regi. Några rum renoverades 2022. År 2024 rymde stadshotellet 115 rum.